# Læbeblomst-ordenen
Læbeblomst-ordenen (Lamiales) er en orden inden for planteriget. Ordenens planter indeholder kaffesyreestre og methylerede og iltede flavoner. Bladene er modsatte og planterne er dækket med kirtelhår. Frugten er en kapsel. Ordenen rummer omtrent 12,3 % af al variation inden for de tokimbladede planter.
Læbeblomst-ordenen omfatter følgende familier efter de nyeste, genetiske undersøgelser:
| Familier |

- Akantus-familien (Acanthaceae)
- Trompettræ-familien (Bignoniaceae)
- Byblidaceae
- Tøffelblomst-familien (Calceolariaceae)
- Carlemanniaceae
- Gesneriaceae
- Læbeblomst-familien (Lamiaceae)
- Blærerod-familien (Lentibulariaceae)
- Martyniaceae
- Myoporaceae
- Oliven-familien (Oleaceae)
- Gyvelkvæler-familien (Orobanchaceae)
- Kejsertræ-familien (Paulowniaceae)
- Sesam-familien (Pedaliaceae)
- Phrymaceae
- Vejbred-familien (Plantaginaceae)
- Plocospermataceae
- Schlegeliaceae
- Maskeblomst-familien (Scrophulariaceae)
- Stilbaceae
- Tetrachondraceae
- Jernurt-familien (Verbenaceae)

I det ældre Cronquists system blev følgende familier inkluderet:
- Boraginaceae
- Lamiaceae
- Lennoaceae
- Verbenaceae

Mange af de andre familier i den nye klassificering kommer fra ordenen Scrophulariales.

## Eksterne links
- Angiosperms Phylogeny Group